# Mark Feuerstein
Mark Feuerstein (* 8. června 1971 New York) je americký herec.
Roku 1993 vystudoval Princeton University, v televizi hraje od poloviny 90. let 20. století. V epizodních rolích se objevil v různých seriálech, větší úlohy či přímo hlavní role si zahrál v seriálech Caroline in the City (1996–1997), Fired Up (1997–1998), Conrad Bloom (1998), Druhá šance (2000–2001), Západní křídlo (2001–2005), Good Morning, Miami (2002–2004), 3 libry (2006), The Hustler (2009) a Milionový lékař (od 2009). Představil se také ve filmech, jako jsou např. Magická posedlost (1998), Po čem ženy touží (2000), Chilli, sex a samba (2000), Krvavá volba (2000), Zná ji jako svý boty (2005), Knucklehead (2010) či In Your Eyes (2014).
Od roku 2005 je ženatý se scenáristkou Danou Klein, se kterou má tři děti.